# Saint-Martin-d’Ardèche
Saint-Martin-d’Ardèche ist eine französische Gemeinde mit 941 Einwohnern (Stand 1. Januar 2022) im Département Ardèche am Ende der Ardèche-Schlucht. Das d’Ardèche im Namen bezieht sich auf den Fluss. 

## Geschichte

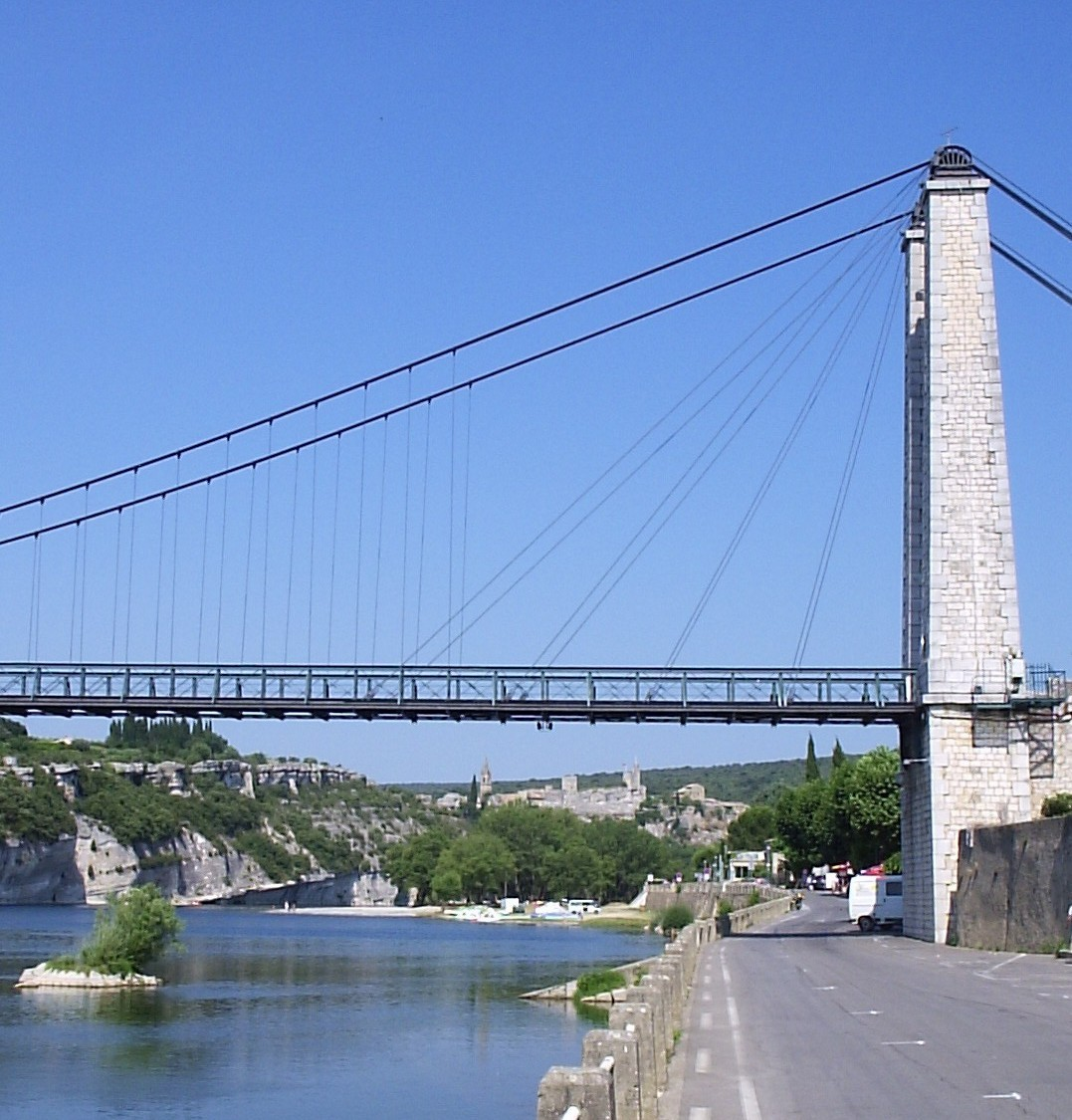
Brücke über die Ardèche in der Ortsmitte

Vor der Französischen Revolution hieß das Dorf St-Martin de la Pierre oder provenzalisch de la Peyre; in mittelalterlichen Dokumenten ist der kleine, von Fischern und Schiffern bewohnte und zu Aiguèze gehörende Weiler einfach Petra benannt. Als Saint-Martin selbst wird das Dorf erst am Anfang des 16. Jahrhunderts erwähnt, als der Bischof des nahen Bistums Viviers sich ein Schlösschen unweit des Dorfs erbauen ließ.
Zum Ort Aiguèze am gegenüberliegenden Ufer der Ardèche – d. h. zum Herzogtum Uzès – gehörte historisch also Saint-Martin wie die Nachbardörfer Le Garn und Laval-Saint-Roman bis zur Gebietsreform der Französischen Revolution: Aiguèze wie Le Garn und Laval wurden dann dem Département Gard zugeordnet. 
1895 wurde in Saint-Martin eine Steinbrücke errichtet, um Aiguèze ganzjährig erreichen zu können. Sie bestand nur bis zur Überschwemmung Anfang September 1900. 1905 wurde eine neue Hängebrücke gebaut, die noch dort steht (erst Juli 2005 offiziell eingeweiht...). Staudämme in den Cevennen beruhigen nun die Ardèche und ihren wilden Nebenfluss Chassezac.
Im Spätsommer 2004 wurde die Gegend von einer schweren Flutkatastrophe getroffen. Es hatte zwei Tage lang so stark in den Cevennen geregnet, dass mehrere Flüsse (Cèze, Gard) innerhalb von sechs Stunden auf acht bis zehn Meter anstiegen. Mittelalterliche Brücken wurden zerstört (Pont St-Nicolas bei Uzès, sog. Charles-Martel-Brücke in La Roque-sur-Cèze), Städte und Dörfer an der Rhône überschwemmt (Codolet, Aramon, Vororte von Arles usw.). Der Fluss Ardèche stieg nur „wie üblich“ – Saint-Martin wurde also weniger getroffen: ein Campingplatz wurde evakuiert und drei Läden am Flussufer standen unter Wasser. Insgesamt kamen bei der Katastrophe elf Menschen im Département Gard ums Leben.

## Bevölkerungsentwicklung
| Jahr                       | 1962 | 1968 | 1975 | 1982 | 1990 | 1999 | 2006 | 2018 |
| -------------------------- | ---- | ---- | ---- | ---- | ---- | ---- | ---- | ---- |
| Einwohner                  | 343  | 365  | 336  | 380  | 537  | 642  | 830  | 964  |
| Quellen: Cassini und INSEE |      |      |      |      |      |      |      |      |

## Tourismus

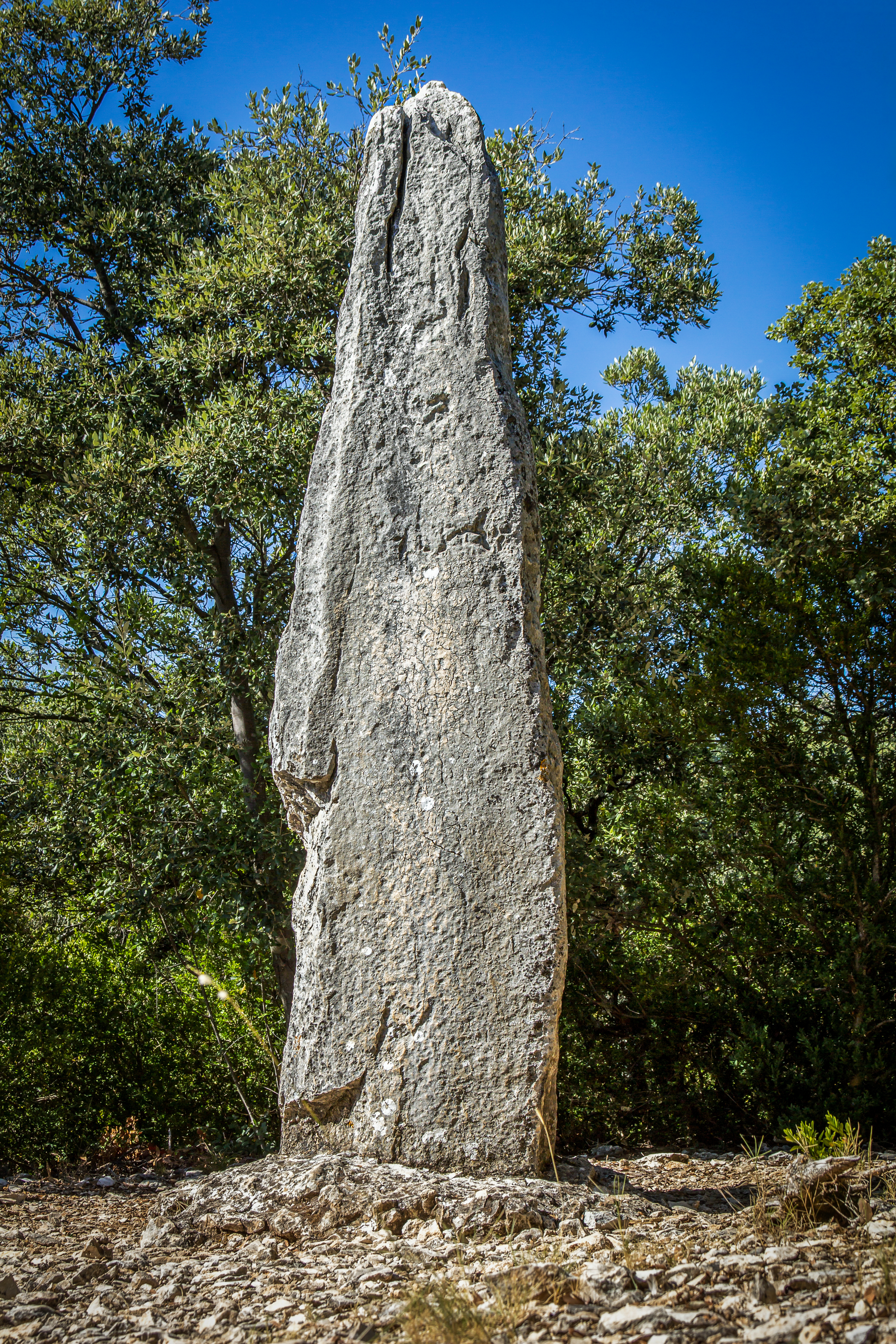
Menhir de Grosse Pierre

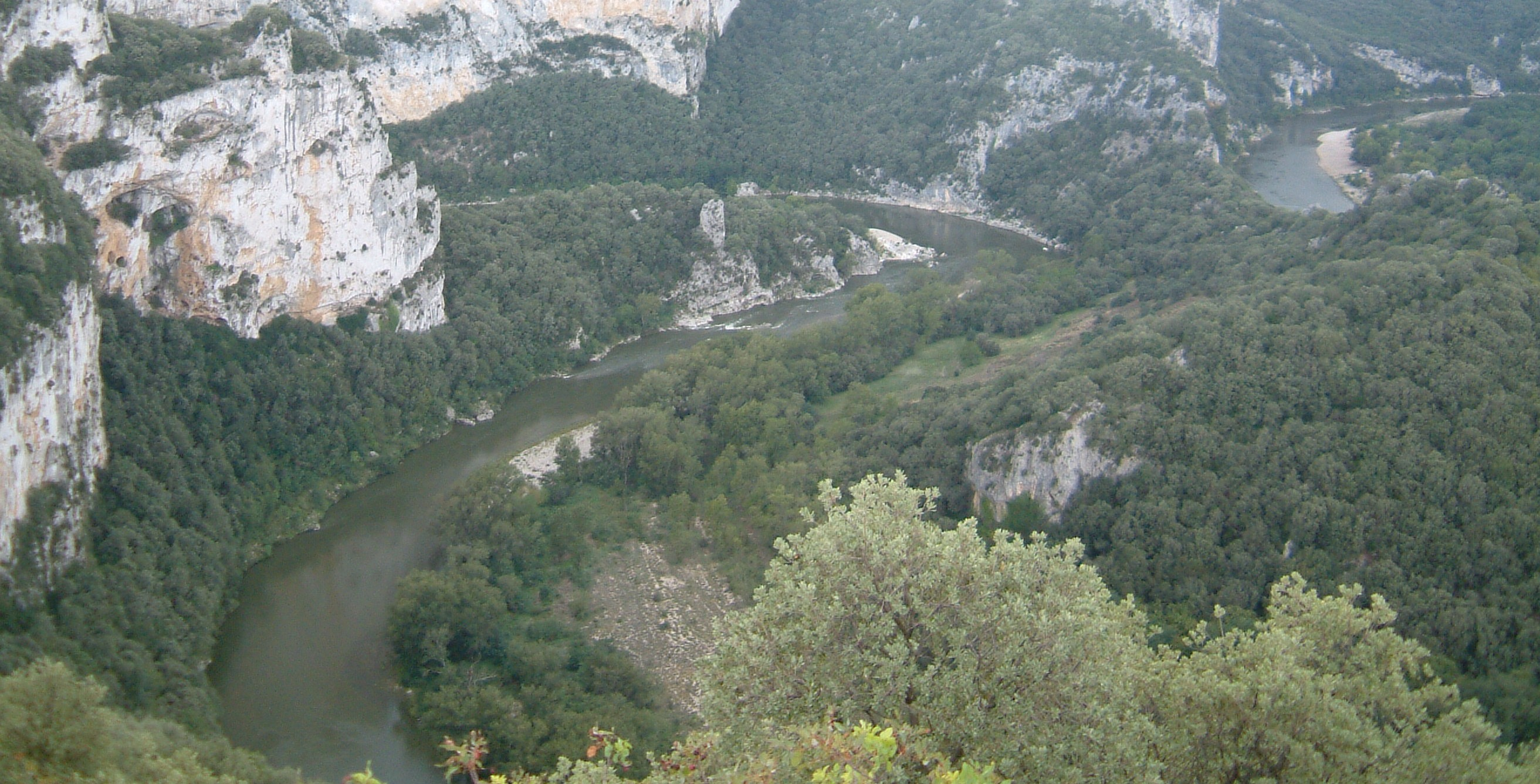
Blick aufs Ardèchetal oberhalb von Saint-Martin

Zwischen März und November ist Saint-Martin ein beliebtes Urlaubsziel für Kanuten, Höhlenliebhaber und Wanderer. Durch die Stauung der Ardèche im Ort Saint-Martin sind auch Badegäste nicht selten anzutreffen. Von Saint-Martin aus können Kanutouren durch die Schlucht gebucht werden, im nördlichen Ortsteil Sauze endet der befahrbare Abschnitt der Ardècheschlucht. Der Ort verfügt über Hotels, Restaurants, Gästezimmer und mehrere Campingplätze. 
Die Rebflächen des Ortes liegen im Weinbaugebiet des südlichen Rhônetals. Die Weine dürfen unter den Herkunftsbezeichnungen Côtes du Rhône sowie der qualitativ strikteren Côtes du Rhône Villages vermarktet werden.

## Sehenswürdigkeiten
- Dorf Aiguèze
- Château du Bosquet, Renaissanceschloss (1 km östlich des Dorfes), am Anfang des 16. Jahrhunderts durch den Bischof von Viviers erbaut
- Die erste mediterrane Flora (Wacholder, Kiefer, grüne Eiche über Thymian, Lavendel) um die Gorges an der Landstraße (Route Touristique des Gorges, D 290) von Saint-Martin nach Vallon – botanischer Spazierweg um die Grottes de Saint-Marcel.
- Grotte des Deux Ouvertures.
- Grotte du Figuier, prähistorische Stätte.
- Grotte Huchard.
- Maison de Max Ernst, Monument historique, nicht öffentlich zugänglich, wo dieser 1938–41 mit Leonora Carrington lebte. Die expressionistische Malerin hatte das Haus 1937 gekauft.
- Der 3,5 m hohe Menhir de Grosse Pierre steht nördlich von Saint-Martin-d’Ardèche.
- Hängebrücke, 1905 fertiggestellte[1], verbindet Saint-Martin-d'Ardèche mit Aiguèze auf dem anderen Ufer der Ardèche.

## Zufluchtsort

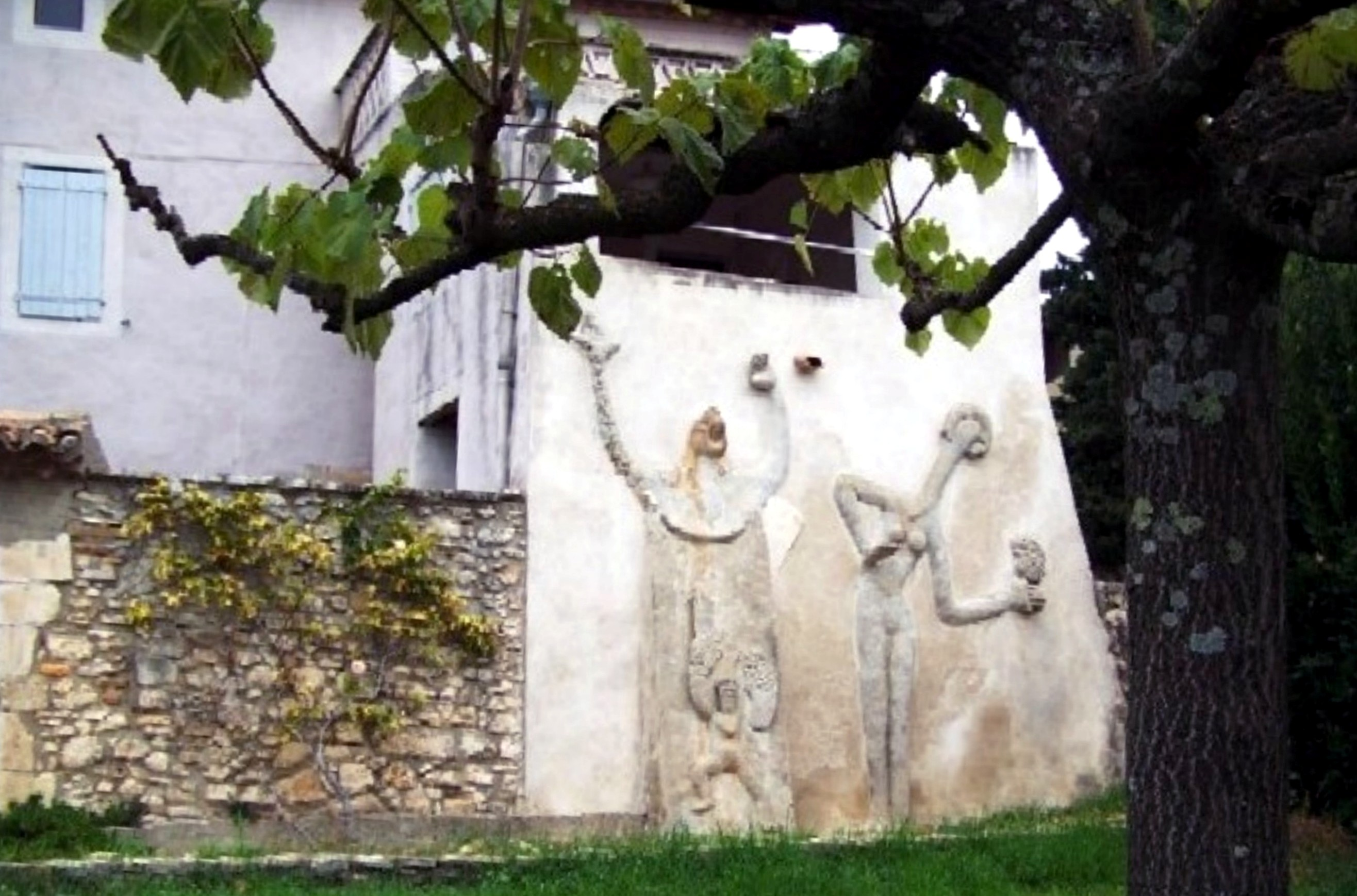
Reliefs an Max Ernsts Wohnhaus

Von 1938 bis 1941 lebte der Maler Max Ernst zusammen mit Leonora Carrington in einem abgelegenen Bauernhof in Saint-Martin-d’Ardèche. Ihr ehemaliges Wohnhaus steht unter Denkmalschutz, kann aber nicht besichtigt werden. Gleichwohl kann man von Ernst durchgeführte Fassadenarbeiten von der Straße aus sehen.